# Dattenhausen (Altenstadt)
Dattenhausen ist ein Gemeindeteil von Altenstadt im schwäbischen Landkreis Neu-Ulm in Bayern. 

## Lage
Das Kirchdorf liegt etwa drei Kilometer nordöstlich des Gemeindezentrums von Altenstadt. Im Osten führt die Autobahn A 7 vorbei; die nächsten Anschlussstellen befinden sich in Illertissen (nördlich, sechs Kilometer) und Altenstadt (südlich, vier Kilometer).

## Geschichte
Die ehemals selbstständige Gemeinde Dattenhausen wurde am 1. Juli 1972 nach Altenstadt eingegliedert.

## Sehenswürdigkeiten
Im Ort gibt es vier in die Denkmalliste eingetragene Objekte:
- Katholische Herrgottskapelle, Badhausfeld, um 1860
- Wegkreuz, Oberrother Straße, bezeichnet „1879“
- Katholische Filialkirche St. Maria Magdalena, Holzbergstraße 2, Mitte 16. Jahrhundert
- Bildstock, Steigmahd, wohl 18. Jahrhundert

Siehe: Liste der Baudenkmäler in Dattenhausen